# Tim Janis
Tim Janis (n. Nueva York, Estados Unidos, 1968) es un músico y compositor estadounidense muy reconocido por sus temas acústicos del género new age instrumental, música céltica, música contemporánea para adultos, y videos 4K con más de 10 composiciones en Bill Board. 
Posee más de un millón de álbumes vendidos y cinco composiciones especiales para TV, y anda en giras por todo el mundo en la búsqueda de paisajes ensoñadores para sus composiciones.

Recibió el Premio a la excelencia en 2003 por su composición para la banda sonora del film  Summer Solstice.

## Carrera
Tim Janis ha trabajado con renombrados artistas, tales como Paul McCartney, Billy Joel, Ray Charles, George Clooney, Jackie Evancho, James Earl Jones, Sarah McLachlan, Loreena McKennitt, Andrea Corr y Hayley Westenra.
Su equipo ha incluido a virtuosos de la música céltica tales como la soprano Lynn Hilary, la violinista Máiréad Nesbitt, las gemelas de arpa Camille Kitt y Kennerly Kitt, la flautista Eimear McGeown, la cantante Ella Roberts, y Joseph Schumann.
Las producciones de Tim Janis son composiciones audiovisuales que combinan música de relajación, melodías religiosas y arreglos corales con tomas paisajísticas seleccionadas de diferentes partes del mundo.

## Selección discográfica
- Ghost Town (1992)
- Along the Shore of Acadia (1996)
- Etain (1996)
- Christmas (1999)
- December Morning (1999)
- Flowers in October (1999)
- Water's Edge (2000)
- American Composer in Concert (2001)
- "Music of Hope" (2001)
- Thousand Summers (2002)
- Flowers in October [bonus DVD] (2003)
- Across Two Oceans (2003)[5]
- Beautiful America (2003)[5]
- Simple Gift of Christmas (2003)
- American Horizons (2005)
- Christmas Piano Collection (2005)
- Coming Home (2005)
- Promise (2005)
- Winter's Eve (2005)
- Coastal America (2006)
- Quiet Shore (2006)
- Wondrous Christmas (2006)
- The American Christmas Carol (2006)
- Gifts of the Heart (2007)
- An Enchanted Evening (2008)
- Celebrate America (2009)
- The Journey Home (2010)
- Celtic Heart (2017)